# II. Hasszán Núradín
Sir II. Hasszán Núradín Iszkandar szultán, Szent Mihály és Szent György rend tagja (divehi: ސުލްޠާން ޙަސަން ނޫރައްދީން ދެވަނަ) a Maldív-szigetek szultánja 1935-től 1943-ig, Mohamed Muínudín Kalhu Bandárain szultán fia. Szultán Núradín szultán 1887. április 21-én született.
A Maldív-szigetek trónjára 1935. február 22-én ült; a koronázási szertartásra azonban 1938. augusztus 20-án került csak sor. Nyolc év után 1943. április 8-án lemondott a trónról, ezt követően visszavonultan élt rezidenciáján 1967. április 15-i haláláig, hat nappal azelőtt, hogy betöltötte volna 80. életévét.

## Fordítás
Ez a szócikk részben vagy egészben  a   Hassan Nooraddeen II című angol Wikipédia-szócikk ezen változatának fordításán alapul.  Az eredeti cikk szerkesztőit annak laptörténete sorolja fel. Ez a jelzés csupán a megfogalmazás eredetét és a szerzői jogokat jelzi, nem szolgál a cikkben szereplő információk forrásmegjelöléseként.